# دهستان رودشور
دهستان رودشور یکی از دهستان‌های بخش مرکزی شهرستان زرندیه در استان مرکزی ایران است.

## جمعیت
براساس سرشماری مرکز آمار ایران در سال ۱۳۹۵، جمعیت آن ۸۲۶ نفر (در ۲۷۳ خانوار) بوده‌است.